# Canadas håndboldlandshold (damer)
Canadas håndboldlandshold er det canadiske landshold i håndbold for kvinder som også deltager i internationale håndboldkonkurrencer. De er reguleret af Canadian Team Handball Federation.
Holdet deltog under VM 1995, og under VM 1997.